# Quintus Caecilius Metellus Macedonicus
Pour les articles homonymes, voir Caecilii Metelli.
Quintus Caecilius Metellus Macedonicus (vers 188 av. J.-C. – 116 ou 115 av. J.-C.) était un magistrat romain. Il fut préteur (chef militaire) en 148 av. J.-C., consul en 143 av. J.-C., proconsul d'Hispanie citérieure en 142 av. J.-C. et censeur en 131 av. J.-C.

## Biographie
Il appartenait à la gens romaine influente des Caecilii Metelli et était le fils de Quintus Caecilius Metellus, consul en 206 av. J.-C..
Brillant général, il combattit dans la troisième guerre macédonienne et joua un rôle essentiel dans la quatrième. Sous sa direction, en 148 av. J.-C., alors qu'il était encore préteur, les troupes romaines vainquirent deux fois Andriskos, qui s'était proclamé lui-même prétendant au trône de Macédoine et, affirmant être le fils de Persée, s'était soulevé contre Rome. Sous l'autorité de Metellus la Macédoine fut soumise et devint une province romaine, ce qui lui valut son cognomen et, à partir de ce moment, il introduisit le Clypeus Macedonicus dans les médailles de sa famille.
À partir de 147 av. J.-C., il fut impliqué dans le conflit des Romains avec la Ligue achéenne. En 146 il battit Critolaos à la bataille de Scarpheia puis peu après un contingent arcadien à Chéronée. Il dut cependant laisser au consul Lucius Mummius Achaicus les dernières opérations de la guerre, ce qui l'empêcha d'obtenir tout de suite les honneurs du triomphe qu'il avait mérités.
Il reçut, à son retour en Italie, les honneurs d'un triomphe et le titre de Macedonicus. Il fit alors construire au Champ de Mars - où plus tard devait être élevé le Portique d'Octave (Porticus Octavii) - un Portique de Caecilius (Porticus Caecilii) et deux temples grandioses dédiés l'un à Jupiter et l'autre à Junon, les premiers temples en marbre à Rome, ornés de statues équestres des différents généraux d'Alexandre qu'il avait rapportées de Grèce.
En 143 av. J.-C., alors qu'il était consul, il fit campagne contre les Celtibères et Viriatus dans la péninsule Ibérique. Il battit les Celtibères en Espagne du Nord et les réduisit à l'obéissance.
Élu censeur en 131 av. J.-C., il tenta courageusement de mettre un frein à la dégradation des mœurs romaines qui allait croissant. Dans un discours qu'il prononça pour son investiture, il proposa que le mariage fût obligatoire pour tous les citoyens, afin de mettre un terme à la licence des mœurs qui se répandait déjà (discours qu'Auguste, un siècle plus tard, fit lire à nouveau au Sénat) et il publia un édit pour favoriser l'instruction du peuple romain et sa régénération. Ses efforts de moralisation suscitèrent dans le peuple une forte opposition, dirigée par le tribun Caius Atinius Labeo Macerio qu'il avait auparavant expulsé du Sénat. Il fut à deux doigts d'être tué par la foule sur la roche Tarpéienne.
Plus tard il y eut des désaccords entre lui et Scipion Émilien, mais il ne perdit jamais de vue le mérite de cet adversaire dont il pleura la mort, ordonnant à ses fils de porter le corps d'Émilien sur le bûcher funéraire.
Célébré pour son éloquence et son goût pour les arts, il mourut en 116 ou 115 av. J.-C. Jouissant du respect général, il était l'image du Romain modèle car il joignait à une naissance illustre toutes sortes d'honneurs civils et militaires, et il laissait en mourant une grande famille de quatre fils, dont l'un était alors consul, deux l'avaient déjà été, et le dernier était voué à l'être bientôt. Ses deux gendres, Publius Cornelius Scipio Nasica Serapio et Gaius Servilius Vatia devaient également parvenir au consulat.
De plus, selon Pline l'ancien, il eut 11 petit-fils.
Il était le père de : 
- Quintus Caecilius Metellus Baliaricus ;
- Lucius Caecilius Metellus Diadematus ;
- Marcus Caecilius Metellus ;
- Gaius Caecilius Metellus Caprarius ;
- Caecilia Metella, née vers 170 av. J.-C., épouse de Publius Cornelius Scipio Nasica Serapio ;
- Caecilia Metella, née vers 170 av. J.-C., épouse de Gaius Servilius Vatia.